# Æthelbert II av Kent
Æthelbert II av Kent, död 762, var en engelsk monark. Han var kung av Kent 725–762. 